# Církev

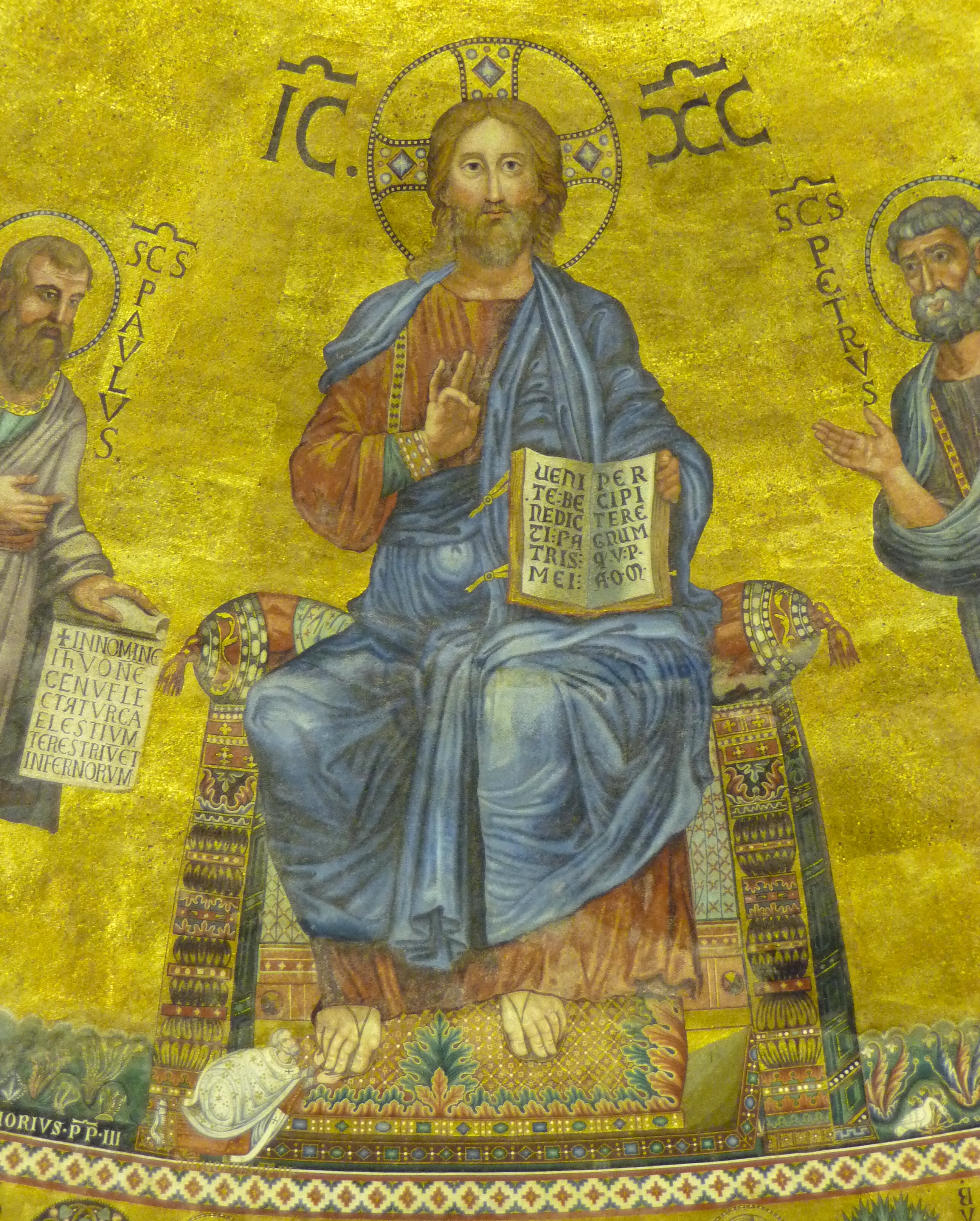
Ježíš Kristus

V nejobecnějším významu je církev náboženskou organizací sjednocenou týmž vyznáním. Tento článek pojednává o církvi z pohledu křesťanství. V tomto smyslu je výraz církev označením pro společenství křesťanů. Používá se jednak ve významu společenství všech (ekumena) či vybrané skupiny věřících, v užším významu jako název náboženské organizace a jejích zasvěcených členů (duchovních).
Pojem církev pochází z řeckého Kyriaké, „Pánova“ (Kyrios – Pán), z označení Ekklésia tú Kyriú, „shromáždění Pánovo“. Výraz ekklésia, který přešel do latinského označení církve Ecclesia, je znám z řeckých právních dějin, jako název sněmu všech plnoprávných občanů demokratické polis.
Církev dle církevního práva je společenství, není to označení pro nějakou vybranou kněžskou kastu, ale všech, kdo se ke Kristu jako svému Pánu hlásí. Členové společenství nesou eschatologický titul „vyvolení“, „svatí“. Tvoří společenství, které smí plným právem převzít velké tituly starozákonního a současně i eschatologického společenství Božího: kehal Jahve, „společenství Boží“.

## Počátky církve
Církev prvotně nebyla založena jako organizace, ačkoli ji první křesťané chápali velmi konkrétně. Ježíš, zakladatel církve, ji přirovnává spíše k domu nebo stádu. Tento fakt zcela jasně vyjadřuje, že církev jako dům musí stát na pevném základě a k vedení stáda je nutná autorita pastýře. Sám vyvolil dvanáct učedníků, svěřil jim zvláštní odpovědnost a ustanovil Petra za prvního pastýře svého stáda. Kristus zamýšlel, aby tato jeho církev byla dějinným a viditelným společenstvím. Ježíš své učedníky nejen učil, ale také s nimi žil v úzkém společenství. Apoštol Pavel vidí společenství věřících jako tělo, ve kterém je Kristus hlavou a věřící jednotlivé údy.
Prvotní jeruzalémská církev se od začátku těšila velké vážnosti. Působili v ní první apoštolové, kteří pod Petrovým vedením společně spravovali obec jako Ježíšovi svědkové. Církev se skrze misii postupně šířila do okolního známého světa. Velkými centry raného křesťanství se staly Antiochie a Řím.
Církev byla již od počátku ohrožována zvenčí (pronásledování křesťanů) i vnitřně (vnitřní rozkoly a hereze). Velké pronásledování se odehrávalo v Římské říši. První velké pronásledování Neronovo v letech 54–58 bylo násilím brutálního tyrana. Od roku 100 do roku 311 bylo křesťanství považováno za zvláštní náboženství, ale římský stát jej pronásledoval jako religio illicita (nepřátelské k státu i k lidem). Obrat nastal až za císaře Konstantina, který přijal křesťanství a od roku 312 se k němu důsledně hlásil.
Dalším momentem, který je považován za faktický vznik církve je zkušenost letnic: církev se zde po silném zážitků naplnění Duchem svatým ujímá ústy Petra nového hlásání Ježíšova poselství a zároveň dochází k jejímu podstatnému růstu: „Ti, kteří přijali jeho slovo, byli pokřtěni a přidalo se k nim toho dne na tři tisíce lidí.“
Některé skupiny nepovažuje většina křesťanů za součást křesťanství, ačkoliv oni sami se za křesťanské církve či společnosti považují. Mezi ně patří např.
- Svědkové Jehovovi (odmítají nauku o Boží trojici)
- Církev Ježíše Krista Svatých posledních dnů – mormoni (vedle Bible považují za další Bohem zjevené dílo knihu Mormonovu)
- Kristadelfiáni
- unitáři (odmítají nauku o Boží trojici, nemají vlastní věroučný systém)
- Novoapoštolská církev (za přímé slovo Boží na stejné úrovni jako Bible kladou každé kázání pronesené od oltáře)
- Obec křesťanů (nemají vlastní věroučný systém)[7]

## Financování církve
Církve financují veškerou svou činnost z několika zdrojů. Na financování se podílejí zdroje veřejné – veřejné instituce či zdroje vnitřní – samofinancování. Systém financování církví a náboženské společnosti vychází z historických tradic. Na území českých zemí církve financovaly svou činnost:
- z výnosu vlastního církevního majetku
- z náhrady za sekularizovaný církevní majetek
- z výnosu náboženských fondů (matic)
- ze státních a obecních dotací a subvencí
- z příspěvků a darů členů a příznivců církví

Výnosy vlastního církevního majetku – toto financování vycházelo především z kapitálového vkladu předků, jednalo se o zajištění činnosti především církve římskokatolické. Toto financování vycházelo z poctivě nabytého majetku církevních právnických osob, kterým byl tento majetek převeden darováním nebo odkázáním členů církví. Jednalo se o měšťanstvo, šlechtu či zámožné věřící. Evangelické církve si financování tvořily z nemovitého majetku. Již v 19. století si farní sbory pořizovaly činžovní domy a z výnosu nájemného byly částečně hrazeny náklady na kostely, modlitebny, sborové domy. Současný vlastní majetek církví slouží jako dodatkový zdroj financování církevní činnosti jen v nepatrné míře.
Náhrada za sekularizovaný církevní majetek – jednalo se o náhradu ze strany státu za odcizený církevní majetek. Za nejstarší formu je považována cassa salis (tj. poskytování cla z dovážené soli českým diecézím na základě konkordátu mezi Apoštolským stolcem a Českým královstvím v roce 1630).
Výnos náboženských fondů (matic) – jednalo se o zdroj příjmů z majetku. Tento majetek byl kombinací majetku:
a) církevního – jednalo se o majetek z klášterů zrušených za vlády císaře Josefa II., z interkalárních příjmů z obročí odváděných církví, tzn. z výnosu obročí získaných po dobu jejich uprázdnění a z dalších odvodů církevních subjektů.
b) odvodů ze solní pokladny, tzn. clo jako náhrada za nerestituovaný majetek.
Státní a obecních dotací a subvencí – v roce 1885–1949 byl poskytován příspěvek na vyplácení doplatků k platům kněží pracující v duchovní sféře, tento příspěvek byl nazýván kongrua. V těchto letech měl již charakter nevratné půjčky. Kongruovými zákony se stát zavazoval doplňovat příjmy kněží v katolické duchovní správě.
Příspěvky a dary členů a příznivců církve – zdrojem příjmů všech církví byly a stále jsou sbírky a drobné dary poskytované církvím jejich členy. Sbírky jsou osvobozeny od daně z příjmů. Dárce však na jejich základě žádné zvýhodnění nezíská. Běžným typem sbírek je sbírka konaná během bohoslužeb. V případě darů, poskytovaných jednotlivým církevním právnickým osobám, mohou dárci využívat výhody, které jsou upraveny v zákoně č. 586/1992 Sb. o daních z příjmu. Do tohoto systému financování církví patří i roční příspěvky a desátky, dary spojené s daňovými úlevami.
V dobách komunistické diktatury bylo financování z vlastního majetku církví, z příspěvků a sbírek členů zlikvidováno. Hospodářský majetek církví byl vyvlastněn. V roce 1989 usilují církve i stát o zajištění nových forem financování. Hospodářský majetek nebyl církvím z větší části vrácen, proto stát tuto situaci řeší pokračováním dotačního systému. Politická ani církevní reprezentace nepodporuje, aby byl tento systém zachován. Od roku 1990 dochází k přímému jednání mezi církvemi a zástupci státu.
K 1. 1. 2013 vstoupil v účinnost zákon č. 428/2012 Sb., o majetkovém vyrovnání s církvemi a náboženskými společnostmi, kterým byl dosavadní model financování církví a náboženských společností ukončen. Počínaje rokem 2013 je dotčeným církvím a náboženským společnostem, které uzavřou se státem smlouvu o vypořádání, ze státního rozpočtu vyplácena finanční náhrada (dle § 15 zákona č. 428/2012 Sb.) Po dobu 17 let od nabytí účinnosti zákona (tzv. přechodné období) mají dotčené církve a náboženské společnosti nárok na příspěvek na podporu činnosti (dle § 17 zákona č. 428/2012 Sb.). V prvních třech letech přechodného období je příspěvek vyplácen v plné výši, od čtvrtého roku se jeho výše každoročně snižuje o 5% výchozí částky.

## Registrace církve
Státní uznání církví a náboženských společností je právní institut uplatňovaný již půl druhého století. V době monarchie a za první republiky československé nebylo pro církve nutností, aby se k naplnění své činnosti ucházely o státní uznání v podobě církve či náboženské společnosti. Měly možnost organizovat se ve formě spolku nebo občanských sdružení, státem uznávaných podle spolkového zákona. Od roku 1874 přestalo být uznání církví aktem milosti státu. Uznání společností náboženských bylo v českých zemích zakotveno v zákoně č. 68/1874 ř. z., který platil až do roku 1949. V komunistickém režimu došlo ke zrušení obecné derogační klauzule a také byly zrušeny všechny dosavadní předpisy týkající se církví a v téže době došlo k vytvoření legislativního vakua ve věci uznání církví. Nové podmínky pro registraci církví a náboženské společnosti byly zakotveny v zákoně č. 308/1991 Sb. Minimální početní census byl stanoven na 10.000 zletilých obyvatel s trvalým pobytem v ČR. Tento počet byl ale neudržitelný. Nový zákon o církvích č. 3/2002 Sb. snižuje tento početní census na pouhých 300 osob.
Návrh na registraci církve a náboženské společnosti podávají nejméně tři fyzické osoby, které dosáhly věku 18 let, jsou svéprávné a jsou občany České republiky. Návrh může podat i cizinec, který musí mít trvalý pobyt v České republice. Tyto osoby jsou označovány jako „přípravný výbor“. Jeden z těchto členů je zmocněn jednat jménem přípravného výboru. Návrh musí obsahovat základní charakteristiku církve a náboženské společností, jejího učení a poslání, podpisy nejméně 300 členů a základní dokument. Základní dokument musí obsahovat další náležitosti, jako je název církve či náboženské společnosti, poslání a základní články její víry, sídlo, označení statutárního orgánu církve či náboženské společnosti, osobní údaje členů statutárního orgánu, organizační strukturu církve a náboženské společnosti, způsob ustanovení a odvolávání duchovních, zásady hospodaření církví a náboženských společností zejména způsob získávání finančních prostředků a v neposlední řadě práva a povinnosti osob hlásající se k církvi a náboženské společnosti.

## Odluka církve od státu
Odluka církve od státu znamená, že se stát nestará o církve více než o ostatní spolky a církve nemluví do záležitostí státu. Prototypem tohoto modelu je Francie (s výjimkou Alsaska-Moselska, kde platí specifické místní právo).
V ČR jsou duchovní některých církví placeni ze státního rozpočtu na základě zákona č. 218/1949 Sb., o hospodářském zabezpečení církví a náboženských společností státem, ve znění pozdějších předpisů. Postupnou odluku má řešit zákon o majetkovém vyrovnání církví. Tzv. církevní restituce jsou politickým tématem a jsou často kritizovány.

## Církve v České republice
V zásadě můžeme říct, že jsou církevní programy otevřené každému. To znamená, že nemusí být primárně určeny pro členy církví, ale i pro širokou veřejnost. Je třeba vzít v úvahu, že církve nevyvíjejí jakékoli činnosti, ale pouze takové, které jsou v souladu s jejich posláním, s jejich realizačními funkcemi. Většina církví to má zakotveno ve svých vnitřních dokumentech. Např. Kodex kanonického práva katolické církve výslovně určuje, že právnické osoby, které církev zřizuje, musejí být zaměřené k cíli „shodnému s posláním církve, který přesahuje cíl jednotlivce“. Konkrétně se tím rozumí „činnost v oblasti zbožnosti, apoštolátu nebo dobročinnosti, ať duchovní nebo hmotné“.
- Bohoslužebné aktivity – činnosti, jejichž cílem je uctívat Boha (bohoslužby, křest, biřmování, zpověď, pomazání nemocných apod.)
- Pastorace mládeže v katolické církvi:
  - Diecézní centra života mládeže – domy založené diecézním biskupem, které jsou stále otevřené mládeži
  - Asociace křesťanských spolků mládeže – dobrovolné seskupení občanských sdružení dětí a mládeže
  - Salesiánské hnutí mládeže – křesťanský spolek dětí a mládeže s celostátní působností
  - Salesiánské kluby mládeže – činnosti s dětmi a mládeží
  - Dům Ignáce Stuchlého – výchovně vzdělávací zařízení pro mládež s ubytovací kapacitou[7]
- Pastorace seniorů – zapojení starších lidí do života a práce církví ve farnostech a sborech
- Sociální služby:
  - Charita Česká republika – nezisková humanitární organizace, pomoc potřebným na území České republiky
  - Domov sv. Karla Boromejského – komplexní ošetřovatelská a sociální péče dlouhodobě nemocným a starým lidem
  - Diakonie ČCE – nezisková organizace poskytující sociální služby
  - Armáda spásy – pomoc osobám bez přístřeší
  - Naděje, z.s. – křesťanská misijní a charitativní iniciativa
  - Teen Challenge – křesťanská organizace pomáhající lidem s problémem závislosti na drogách. Sociálních služeb, na kterých se v České republice podílí církev je neskutečně mnoho, toto jsou pouze příklady[7]
- zdravotnictví
  - církevní nemocnice (př. Nemocnice Milosrdných sester sv. Karla Boromejského)
  - hospicové hnutí – s cílem maximálně zlepšit kvalitu života v jeho závěrečné fázi a umožnit důstojné umírání (Hospic Anežky České, Hospic na Svatém Kopečku, a jiné)
  - Duchovní péče ve zdravotnických institucích (Asociace nemocničních kaplanů, Česká společnost pro klinickou pastorační práci apod.)[7]

Dalšími aktivitami, do kterých církev v České republice zasahuje je dále armáda, vězeňství a policie (vojenští kaplani, duchovní služba v armádě, duchovní služba ve věznicích, duchovní služba policie ČR apod.). Dále se církev angažuje ve vzdělání a ve výchově, což znamená že mnoho škol na území ČR je zřizováno církví, jako příklad může být Církevní mateřská škola Srdíčko nebo Dívčí katolická střední škola a mnoho jiných. Také v kulturní oblasti se církev podílí na aktivitě – ochrana památek, architektura, výtvarné umění, hudba. Mnoho muzeí na území českém zaštiťuje církev. Příklad: Diecézní muzeum v Brně, Církevní muzeum v Polné, Muzeum církevního umění plzeňské diecéze a mnoho dalších.